# Earth Crisis
Earth Crisis es una banda de hardcore metal oriunda de Syracuse, Nueva York. Son considerados una influencia crucial tanto para el desarrollo del hardcore y metalcore, como del movimiento vegan straight edge.
Estuvieron activos desde 1989 hasta 2001, reuniéndose en 2007. Desde 1993, los miembros más antiguos de la banda son el vocalista Karl Buechner, el guitarrista Scott Crouse, el bajista Ian Edwards, y el baterista Dennis Merrick. Su tercer guitarrista Erick Edwards se unió en 1998.
La banda ha lanzado ocho álbumes de estudio, tres compilaciones, dos álbumes en vivo, y seis videos musicales. La banda es conocida por apoyar los derechos de los animales, promover un estilo de vida vegano y libre de drogas, además de abordar problemáticas sociopolíticas. 
Su nombre hace alusión al álbum del mismo nombre del grupo británico de reggae Steel Pulse, ya que su portada retrataba muchas cosas en conflicto, como la hambruna en los niños africanos, los dos bloques de la Guerra Fría, y el Klansmen.

## Miembros
Miembros actuales
- Karl Buechner – Voces (1989–2001, 2007–presente)
- Scott Crouse – guitarra principal (1991–2001, 2007–presente)
- Ian "Bulldog" Edwards – bajo (1991–2001, 2007–presente)
- Dennis Merrick – batería (1993–2001, 2007–presente)
- Erick Edwards – guitarra rítmica (1998–2001, 2007–presente)

Miembros anteriores
- Ben Read – guitarra rítmica (1991–1994)
- Kris Wiechmann – guitarra rítmica (1994–1998)
- Michael Riccardi – batería (1991–1993)

Miembros de apoyo
- Jim Winters – guitarras (1993–1996)
- Andy Hurley – batería (2010)

Cronología

## Discografía
- All Out War (EP) (1992, Conviction Records, relanzado en 1995 por Victory Records)
- Firestorm (EP) (1993, Victory Records, relanzado en 1995)
- Destroy the Machines (LP) (1995, Victory Records)
- Gomorrah's Season Ends (LP) (1996, Victory Records)
- The California Takeover (Live) (1996), Victory Records, split album live con Strife y Snapcase.)
- The Oath That Keeps Me Free (Live) (1998, Victory Records)
- Breed the Killers (LP) (1998, Roadrunner Records)
- Slither (LP) (2000, Victory Records)
- Last of the Sane (LP) (2001, Victory Records)
- Forever True - 1991-2001 (Compilación) (2006, Victory Records)
- To The Death (LP) (2009, Victory Records)
- Neutralize The Threat (LP) (2011, Century Media)
- Salvation of Innocents (LP) (2014, Candlelight Records)